# Al Santos
Alfredo "Al" Santos (Nova Iorque, 13 de julho de 1976) é um ator, produtor cinematográfico e ex-modelo norte-americano. Seus trabalhos na televisão incluem participações nas séries That's Life e CSI: New York. Também atuou em produções cinematográficas como Jeepers Creepers 2 e American Gangster. 

## Primeiros anos
Santos nasceu em Nova Iorque e é norte-americano descendente de portugueses. Cursou Física e Ciências no Hunter College, unidade acadêmica da Universidade da Cidade de Nova Iorque, por cinco anos. Trabalhou como modelo de 1991 a 2002.

## Carreira

### Modelagem
Em 1991, aos 15 anos, Santos foi descoberto pela Ford Models. Ele então foi contratado para representar primeiramente a marca italiana Versace. Posteriormente, foi modelo para outras importantes marcas de moda, como Armani, Valentino e Abercrombie & Fitch. Ele também apareceu nas capas das revistas Seventeen, YM, Teen Vogue, American Fitness e Elle.

### Atuação
Santos é conhecido por seu personagem Dante Belasco em Jeepers Creepers 2 e teve papéis importantes nas séries televisivas The Help e Grosse Pointe. Também apareceu como convidado em CSI: New York. Ele protagonizou em 2012 o filme de terror Speed Demons (2012), no qual contracenou com Sticky Fingaz, Marina Sirtis, Terry Kiser e Angela Sarafyan, sob direção de Dan García.
Santos é fundador e foi presidente da Stronghold Productions, Inc, uma empresa cinematográfica de entretenimento com sede em Beverly Hills, na Califórnia.

## Vida pessoal
Ele tem duas irmãs e dois irmãos, Chris Santos e Patrick Santos, ambos também atores e ex-modelos.

## Filmografia

### Cinema
| Ano  | Título                                       | Papel                          | Notas                                    |
| ---- | -------------------------------------------- | ------------------------------ | ---------------------------------------- |
| 2003 | Jeepers Creepers 2                           | Dante Belasco                  |                                          |
| 2006 | Mustang Sally                                | Ryan                           | Elenco principal                         |
| 2007 | Lost Signal/Dead of Winter                   | Kevin Healy                    | Elenco principal                         |
| 2007 | American Gangster                            | Alfredo Luis Santos (Mecânico) | Papel menor                              |
| 2008 | Killer Movie                                 | Luke                           |                                          |
| 2009 | 2 Dudes and a Dream                          | Chucky Stevenson               |                                          |
| 2011 | Love Is a Hurtin' Thing: The Lou Rawls Story | Marlon Brando                  | Elenco principal roteirista pré-produção |
| 2011 | Geezas                                       | Paul                           | Papel menor co-produtor pós-produção     |
| 2012 | Speed Demons                                 | Chance                         |                                          |

### Televisão
| Ano       | Título        | Papel                              | Notas                        |
| --------- | ------------- | ---------------------------------- | ---------------------------- |
| 2000–2001 | Grosse Pointe | Johnny Bishop / Brad Johnson       | 17 episódios Papel principal |
| 2001      | Nash Bridges  | Mattew – garoto de Cassidy Bridges | (não creditado) 2 episódios  |
| 2001      | That's Life   | Peter                              | 1 episódio                   |
| 2004      | The Help      | Ollie, o motorista                 | 7 episódios Papel principal  |
| 2007-2008 | CSI: NY       | Ollie Barnes                       | 2 episódios                  |